# Aït Oulichek
Ait Ourish (en rifain: ⴰⵢⵜ ⵓⵔⵉⵛ) est une tribu berbère située au nord-est du Maroc dans le massif montagneux du Rif dans l'actuelle province de Driouch. C'est sur son territoire que s'est déroulée la célèbre bataille d'Annoual.
Elle est située entre la tribu de Ait Said au nord-est, Ait Temsamane à l'ouest, Tafersit au sud-ouest et celles de Ibdarsen (Metalsa en darija) au sud-est et Ait Bouyahyi à l'extrême sud-est.
Chacune de ces tribus possède un centre administratif regroupant les représentants de l’État et des services publics et où a lieu le marché hebdomadaire, le souk. Le centre administratif de Ait Ourish est la municipalité de Ben Taïeb.

## Subdivision
La tribu est composée de cinq fractions, appelées tharfiqt en rifain, chacune d'elles possédant des clans appelés ighes ou azwar (os ou racine) en rifain eux meme regroupés en hameaux appelés Dchar/Dchour au pluriel.
- Imzilen (les forgerons)
  - Ait Abderrahman - Taghilast - Iaabdellaten - Ikeddaren - El Muien - Ikharchichen - Bouchidad - Iftaten - Icharqien - Aman Aitzman - Ibenouhen - Laari Ouchen - Ibacheriouen - Tanout - Ilbaien - Isekkouren - Iyouchikhen

- Aït Azrou (les gens du rocher)
  - Imdahariouen - Ait Mehand Ou Ahmed - Ait Frassen - Ait Bouzian - Ait Abdelaali - Idaharien - Imerabten - Issoussanen - Talghant - M'hajer - Tarbiaat - Tisbaa' - Dar Aarab - Igarraguen - Ifakihen - Ait Et-Tahan

- Aït Jabar (les descendants de Jaber)
  - Ait Yarrour - Ait Raho - Ifekharen - Ait Ali - Ikaabounen - Ihakkounen - Iaayaden - Yahyaten - Ait M'hand Ou Alí - Ibezaaroujjen- Iaallouchen - Chorfa Ikaderiouen -

- Aït Abdeslam (les descendants d'Abdeslam)
  - Imahmuden - Irandanen - Aït El Haj Ali - Imalqiouiyine - Aït El Haj Mohand - Ifillusen- Aït Ben Haddou - Aït El Haj Ahmed - Iaattaren - Taliouine- Iwardanen

## Histoire
On dispose de peu d'informations sur la région avant la période coloniale. Comme bon nombre de tribus marocaines, la tribu garde pendant très longtemps une relative autonomie vis-à-vis du sultan marocain, faisant alors partie du bled es-siba. En 1766, le sultan Sidi Mohamed Ben Abdallah décide de razzier plusieurs tribus rifaines, dont les Aït Oulichek, pour les amener à se soumettre entièrement. En 1895, la tribu possède toujours une relative autonomie, cependant un Caïd nommé par le Sultan Alaouite est toléré uniquement à Souk-Sebt (Ben Taïeb).
Début 1921, les Beni Oulichek sont soumis par le général Sylvestre lors de la campagne du Rif, durant le protectorat espagnol. Alliés aux partisans d'Abdelkrim El Khattabi, ils se rebellent contre les Espagnols et les écrasent à Annoual (petite bourgade au nord de la tribu), avant de participer à la création de l’éphémère République du Rif.
Après la guerre du Rif, une importante famine et de nombreuses épidémies frappent la région, obligeant un grand nombre de Rifains à émigrer vers l'Algérie française ou vers d'autres villes marocaines. À l'instar d'autres tribus rifaines, la tribu fournit aussi un contingent important parmi la diaspora marocaine en Europe, notamment en Belgique et en Allemagne.

## Personnalité célèbres
- Nordin Amrabat, footballeur marocain né en 1988
- Sofyan Amrabat, footballeur marocain né en 1996
- Omar Raddad, principal suspect dans l'affaire du même nom.
- Cheikh Muhend, troubadour rifain.
- Mohamed ou Si Mohamed Amakran El Aoufi, (1904-1979), ancien cadi et juriste marocain.
- El Mokhtar Ghambou, député du mouvement populaire, et phD à l'université de Yale et ambassadeur du Maroc au Kenya.